# Rancio Valcuvia
Rancio Valcuvia là một đô thị và thị xã của Ý. Đô thị này thuộc tỉnh Varese trong vùng Lombardia, 60 km về phía tây bắc Milano và 11 km về phía tây bắc Varese. Rancio Valcuvia có diện tích 4,5 km2, dân số theo ước tính năm 20004 của Viện thống kê quốc gia Ý là 948 người. 
Các đơn vị dân cư:
Đô thị Rancio Valcuvia giáp với các đô thị: Bedero Valcuvia, Brinzio, Cassano Valcuvia, Castello Cabiaglio, Cuveglio, Ferrera di Varese, Masciago Primo.